# Triportheus pictus
Triportheus pictus är en fiskart som först beskrevs av Garman, 1890.  Triportheus pictus ingår i släktet Triportheus och familjen Characidae. Inga underarter finns listade i Catalogue of Life.